# Content ID
Content ID là hệ thống nhận dạng nội dung kỹ thuật số do Google phát triển, dùng để xác định và quản lý nội dung có bản quyền trên YouTube. Khi video được tải lên, hệ thống sẽ so sánh với kho dữ liệu âm thanh và hình ảnh do chủ sở hữu bản quyền đăng ký để tìm ra trùng khớp. Chủ sở hữu có thể chặn hoặc kiếm tiền từ video trùng khớp.
Content ID ra đời khoảng năm 2007. Tới năm 2016, Google đã đầu tư 60 triệu đô la để phát triển và mang về khoảng 2 tỷ đô la cho các chủ sở hữu bản quyền. Con số này tiếp tục tăng lên đến ít nhất 100 triệu đô la vào năm 2018.

## Tổng quan
Content ID tạo ra một mã định danh riêng cho mỗi nội dung âm thanh và video có bản quyền, rồi lưu trữ trong cơ sở dữ liệu. Khi có video mới được tải lên YouTube, hệ thống sẽ tự động so sánh với dữ liệu này. Nếu phát hiện trùng khớp, video đó sẽ bị gắn cờ vi phạm bản quyền. Khi hệ thống phát hiện video có nội dung trùng khớp, chủ sở hữu bản quyền có thể lựa chọn gỡ bỏ video để không ai xem được nữa, theo dõi số liệu thống kê lượt xem hoặc kiếm tiền từ video bằng cách cho phép video hiển thị kèm quảng cáo và nhận doanh thu từ quảng cáo đó.
Content ID không phải dành cho tất cả mọi người. Chỉ những người đáp ứng được các tiêu chí cụ thể do YouTube đặt ra mới có thể sử dụng. Thực tế cho thấy, các tiêu chí này khá khắt khe, đòi hỏi người dùng phải có nguồn lực lớn, nên thường chỉ có các tập đoàn, công ty lớn mới đủ điều kiện sử dụng Content ID.

## Bối cảnh
Giai đoạn 2007-2009, YouTube vướng vào nhiều vụ kiện tụng với các công ty lớn như Viacom, Mediaset và Giải bóng đá Ngoại hạng Anh. Các công ty này đồng loạt lên tiếng chỉ trích YouTube vì đã không làm tròn trách nhiệm ngăn chặn việc người dùng đăng tải nội dung vi phạm bản quyền. Viacom thậm chí còn đòi YouTube bồi thường 1 tỷ đô la, với cáo buộc có hơn 150.000 video clip các chương trình của họ bị đăng tải trái phép, thu hút tới 1,5 tỷ lượt xem.
Trong cùng vụ kiện, Viacom đã giành phần thắng với phán quyết buộc YouTube phải cung cấp 12 terabyte dữ liệu ghi lại toàn bộ hoạt động xem video của người dùng trên nền tảng. Tuy nhiên, sau 7 năm kiện tụng, hai bên đã đạt được một thỏa thuận ngoài tòa án vào ngày 18 tháng 3 năm 2014, với các điều khoản được giữ kín.

## Lịch sử
Vào tháng 6 năm 2007, YouTube đã triển khai thử nghiệm một hệ thống mới, có khả năng tự động phát hiện các video tải lên có dấu hiệu vi phạm bản quyền. Hệ thống này dùng công nghệ "thuật toán lấy dấu vân tay" để so khớp video với kho dữ liệu, từ đó tìm ra các nội dung vi phạm bản quyền. Giám đốc điều hành Google, Eric Schmidt, coi hệ thống này là cần thiết để giải quyết các vụ kiện như vụ kiện từ Viacom, cáo buộc YouTube đã hưởng lợi từ nội dung mà họ không có quyền phân phối. Hệ thống này ban đầu có tên là "Video Identification" và sau này được đổi tên thành Content ID. Tính đến năm 2010, YouTube đã đầu tư hàng chục triệu đô la vào công nghệ này. Năm 2011, YouTube cho biết Content ID có độ chính xác cao trong việc tìm kiếm những video tải lên có sự tương đồng với tệp tham chiếu, với điều kiện tệp này phải đạt độ dài và chất lượng đủ để tạo ra một Tệp ID hiệu quả.
Đến năm 2012, Content ID đã chiếm hơn một phần ba số lượt xem được kiếm tiền trên YouTube. Năm 2016, Google cho biết Content ID đã trả khoảng 2 tỷ đô la cho các chủ sở hữu bản quyền (so với khoảng 1 tỷ đô la vào năm 2014) và tiêu tốn 60 triệu đô la để phát triển.
Năm 2018, YouTube giới thiệu tính năng mới mang tên "Copyright Match", dành cho các kênh có tổng lượt xem từ 100.000 trở lên. Điểm khác biệt giữa Copyright Match và Content ID nằm ở chỗ: Copyright Match chỉ có nhiệm vụ tìm kiếm và liệt kê những video sao chép hoàn toàn từ video gốc của một kênh, được tải lên bởi người dùng khác. Quyết định xử lý các video này hoàn toàn thuộc về người sáng tạo nội dung gốc. Fabio Magagna, Giám đốc sản phẩm của YouTube, tiết lộ rằng Copyright Match được xây dựng dựa trên nền tảng của Content ID.
Trong năm 2021, YouTube đã ghi nhận gần 1,5 tỷ yêu cầu Content ID, bao gồm 759,5 triệu yêu cầu trong nửa cuối năm, trong đó có 4.840 yêu cầu từ chủ sở hữu bản quyền.

## Vụ kiện tranh chấp nhãn hiệu
Vụ kiện xoay quanh việc tranh chấp nhãn hiệu đã nổ ra khi vào năm 2006, YouTube và công ty bảo vệ nội dung Audible Magic ký kết một thỏa thuận. Thỏa thuận này tập trung vào việc phát triển "công nghệ nhận dạng âm thanh" và cấp phép sử dụng công nghệ "dấu vân tay" Content ID của Audible Magic. Khi Google mua lại YouTube vào tháng 11 cùng năm, giấy phép này được chuyển giao cho Google. Mặc dù thỏa thuận này đã kết thúc vào năm 2009, nhưng đến năm 2014, Google lại được cấp nhãn hiệu cho hệ thống Content ID do chính họ phát triển. Audible Magic đã đệ đơn kiện Google, cho rằng họ mới là chủ sở hữu hợp pháp của nhãn hiệu "Content ID" và việc Google đăng ký nhãn hiệu là hành vi gian lận.

## Tranh cãi
Năm 2009, một cuộc thử nghiệm độc lập đã được thực hiện, trong đó nhiều phiên bản của cùng một bài hát được tải lên YouTube. Kết quả cho thấy, mặc dù hệ thống Content ID có khả năng phát hiện vi phạm bản quyền âm thanh một cách đáng kinh ngạc, nhưng nó vẫn chưa hoàn hảo. Việc Content ID tự động xóa nội dung đã gây ra nhiều tranh cãi, bởi hệ thống này không thể đánh giá được các trường hợp sử dụng hợp lý và thường dẫn đến việc gỡ bỏ nhầm các video mà chưa qua kiểm duyệt của con người.
Nếu người dùng YouTube không đồng tình với quyết định của Content ID, họ có thể gửi đơn phản đối. Tuy nhiên, đơn phản đối này sẽ được chuyển trực tiếp đến chủ sở hữu bản quyền bị cáo buộc vi phạm, và chính họ mới là người có quyền quyết định cuối cùng, trừ khi có sự can thiệp của pháp luật. Nếu chủ sở hữu bản quyền bác bỏ khiếu nại, kênh của người dùng sẽ nhận được cảnh cáo. Ba cảnh cáo sẽ dẫn đến việc kênh bị xóa khỏi nền tảng YouTube. Trước năm 2016, video bị tranh chấp bản quyền sẽ không được phép kiếm tiền cho đến khi tranh chấp được giải quyết xong.
Tháng 12 năm 2013, Google đã điều chỉnh hệ thống Content ID (dường như nhằm bảo vệ YouTube trong các vụ kiện tụng). Sự thay đổi này đã dẫn đến việc gia tăng đáng kể các thông báo bản quyền tự động được gửi đến người dùng YouTube. Hệ quả là doanh thu quảng cáo từ các video bị khiếu nại này  được tự động chuyển hướng sang bên thứ ba, mà đôi khi những bên này lại chẳng hề liên quan đến nội dung của video.
Từ tháng 4 năm 2016, YouTube đã thay đổi chính sách về tranh chấp bản quyền. Cụ thể, video vẫn được phép kiếm tiền trong khi tranh chấp đang diễn ra, và số tiền này sẽ được chuyển cho bên thắng cuộc sau khi tranh chấp kết thúc. Nếu người đăng tải muốn tiếp tục kiếm tiền từ video trong thời gian chờ giải quyết tranh chấp, họ có thể xóa phần âm thanh gây tranh cãi trong "Trình quản lý video". YouTube cho biết, chính hiệu quả của hệ thống Content ID đã góp phần thúc đẩy việc thay đổi quy tắc của nền tảng này vào tháng 12 năm 2010, cho phép một số người dùng tải lên video có độ dài không giới hạn.
Ngành công nghiệp âm nhạc đã lên tiếng chỉ trích hệ thống Content ID của YouTube hoạt động kém hiệu quả. Universal Music Publishing Group (UMPG) đã đưa ra ước tính trong hồ sơ gửi lên Văn phòng Bản quyền Hoa Kỳ năm 2015 rằng Content ID không thể xác định được hơn 40% trường hợp sử dụng các tác phẩm của UMPG trên YouTube. Tuy nhiên, Google đã phản bác lại những cáo buộc này. Họ khẳng định rằng (tính đến năm 2016) Content ID đã phát hiện được hơn 98% các hành vi vi phạm bản quyền đã biết trên YouTube, và chỉ có 2% trường hợp phải nhờ đến con người can thiệp để gỡ bỏ nội dung vi phạm.
Tháng 1 năm 2018, một người dùng YouTube chuyên tạo ra các video tiếng ồn trắng đã bất ngờ nhận được thông báo vi phạm bản quyền cho một video mà anh ta đăng tải. Điều đáng nói là video này chỉ chứa duy nhất tiếng ồn trắng, một dạng âm thanh không có bản quyền.
Tháng 9 năm 2018, một giáo sư đại học người Đức đã đăng tải lên YouTube các video ghi lại một số buổi biểu diễn nhạc cổ điển. Ông cho rằng bản quyền các tác phẩm này đã hết hạn do các nhà soạn nhạc đã qua đời từ lâu và các buổi biểu diễn không còn được bảo hộ. Tuy nhiên, sau đó ông nhận được một số thông báo vi phạm bản quyền từ YouTube. Mặc dù đã gỡ bỏ được hầu hết các video bị khiếu nại, nhưng có hai video bị Deutsche Grammophon từ chối gỡ bỏ, ngay cả khi bản quyền của chúng đã hết hạn.
Vào tháng 12 năm 2018, TheFatRat đã lên tiếng bày tỏ sự bức xúc về hệ thống Content ID. Anh cho rằng hệ thống này đã ưu tiên một kẻ gian lận rõ ràng, người đã lợi dụng hệ thống tự động để nhận bản quyền các tác phẩm của anh và chiếm đoạt doanh thu một cách bất công.
Tháng 4 năm 2019, WatchMojo, kênh YouTube lớn với hơn 20 triệu người đăng ký, đã tố cáo tình trạng lạm dụng Content ID. Dựa trên 10 năm kinh nghiệm, WatchMojo chỉ ra nhiều trường hợp chủ sở hữu bản quyền đã lợi dụng công cụ này để yêu cầu bất hợp pháp hơn 2 tỷ đô la từ năm 2014 đến 2019.
Vào ngày 6 tháng 11 năm 2021, Jose Teran ở Scottsdale, Arizona và đồng phạm Webster Batista bị truy tố 30 tội danh, gồm âm mưu, gian lận điện tử và rửa tiền. Teran nhận tội tạo ra công ty xuất bản nhạc giả MediaMuv L.L.C. để nhận bản quyền 50.000 bài hát, chiếm đoạt hơn 20 triệu đô la tiền bản quyền qua Content ID của YouTube. Ngày 26 tháng 6 năm 2023, thẩm phán Douglas L. Rayes đã tuyên án Teran 70 tháng tù giam. Văn phòng Luật sư Hoa Kỳ tại quận Arizona nhận định đây là một trong những vụ lừa đảo tiền bản quyền âm nhạc lớn nhất từ trước đến nay.